# هاري جيبسون
هاري جيبسون (بالإنجليزية: Harry Gibson)‏ (و. 1915 – 1991 م) هو عازف بيانو، وعازف جاز، ومغني، ومؤلف أمريكي، ولد في ذا برونكس، يستخدم آلات بيانو، توفي في براولي، إمبيريال، كاليفورنيا، عن عمر يناهز 76 عاماً.

## وصلات خارجية
- هاري جيبسون على موقع IMDb (الإنجليزية)
- هاري جيبسون على موقع ميوزك برينز (الإنجليزية)
- هاري جيبسون على موقع ديسكوغز (الإنجليزية)

- هاري جيبسون في قاعدة بيانات الأفلام على الإنترنت